# Revolut
Revolut is een in Litouwen gevestigde internationale bank, die zich richt op inwoners van de eurozone. De bank biedt via een betaalapp bankdiensten aan met een fysieke of virtuele betaalkaart. De bank is niet geschikt voor OVpay.

## Historie
Revolut is in juli 2015 gelanceerd met als doel de transactiekosten op betalingen in een vreemde valuta te verlagen door interbancaire valutakoersen aan te bieden. Nikolay Storonsky was de oprichter.
Sinds december 2017 is het mogelijk om in de app cryptogeld (bitcoin, ethereum en litecoin) te kopen, verkopen, versturen en ontvangen.
In december 2018 kondigde de Bank van Litouwen aan dat Revolut een Europese banklicentie had verkregen, met het doel om binnenkort spaar- en kredietdiensten te kunnen aanbieden.
Op 3 september werd het mogelijk om met Revolut via Apple Pay op een geschikte iPhone of Apple Watch te betalen in Nederland.
In 2020 had Revolut meer dan 10 miljoen klanten.
In juni 2021 vergaarde Revolut US$ 800 miljoen van drie grote beleggers waaronder het Japanse SoftBank. Op basis van deze aandelentransactie werd de totale waarde van Revolut getaxeerd op US$ 33 miljard.
Sinds januari 2022 is Revolut een bank in 10 extra SEPA-landen: Nederland, België, Denemarken, Finland, Duitsland, IJsland, Liechtenstein, Luxemburg, Spanje en Zweden. Daarmee komt het totaal aan Europese landen van Revolut als bank op 28.
Sinds juli 2023 heeft Revolut 30 miljoen klanten in 37 landen.
Sinds augustus 2023 is Revolut begonnen met het migreren van Litouwse rekeningnummers voor Nederlandse klanten, naar Nederlandse IBANs. Nieuwe klanten krijgen al een Nederlandse IBAN.